# Shane Doan
Shane Doan (ur. 10 października 1976 w Halkirk, Alberta) – kanadyjski hokeista, reprezentant Kanady, olimpijczyk.
Hokeistami zostali jego ojciec Bernie (ur. 1951), syn Josh (ur. 2002), wujek Cal Ellerby oraz kuzyni Keaton Ellerby i Carey Price.

## Kariera
- Killam Selects (1991–1992)
- Kamloops Blazers (1992–1995)
- Winnipeg Jets (1995–1996)
- Phoenix Coyotes (1996-2017)
  -  Springfield Falcons (1997–1998)

W latach 1992–1995 grał w drużynie Kamloops Blazers w lidze WHL (w tym czasie dwukrotnie wygrywał te rozgrywki oraz zdobywał Memorial Cup za mistrzostwo CHL). W drafcie NHL z 1995 został wybrany przez Winnipeg Jets z numerem 7 w pierwszej rundzie. W tym zespole zadebiutował w NHL i rozegrał jeden sezon 1995/1996. Od 1996 jest zawodnikiem Phoenix Coyotes, w tym od 2003 kapitanem drużyny. We wrześniu 2012 przedłużył kontrakt z klubem o kolejne cztery lata. Odszedł z klubu po sezonie NHL (2016/2017).
Uczestniczył w turniejach mistrzostw świata w 1999, 2003, 2005, 2007, 2008, 2009 (trzy ostatnie występy jako kapitan kadry), Pucharu Świata 2004 oraz zimowych igrzysk olimpijskich 2006.

## Sukcesy

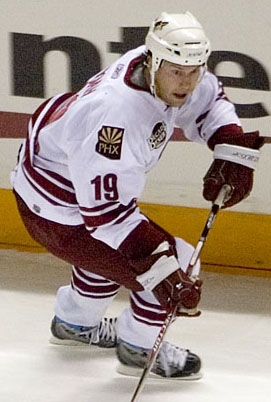
Shane Doan w barwach Phoenix Coyotes (2006)

Reprezentacyjne
- Złoty medal mistrzostw świata: 2003, 2007
- Złoty medal Pucharu Świata: 2004
- Srebrny medal mistrzostw świata: 2005, 2008, 2009

Klubowe
- Scotty Munro Memorial Trophy: 1994, 1995 z Kamloops Blazers
- Ed Chynoweth Cup - mistrzostwo WHL: 1994, 1995 z Kamloops Blazers
- Memorial Cup - mistrzostwo CHL: 1994, 1995 z Kamloops Blazers
- Mistrz Dywizji NHL: 2012 z Phoenix Coyotes

Indywidualne
- Sezon CHL 1994/1995:
  - Skład gwiazd Memorial Cup
  - Stafford Smythe Memorial Trophy
- NHL (2003/2004):
  - NHL All-Star Game
- NHL (2008/2009):
  - NHL All-Star Game
- NHL (2009/2010):
  - King Clancy Memorial Trophy
- NHL (2011/2012):
  - Mark Messier Leadership Award